# Logarithmische Größe
Logarithmische Größen sind Größen, die mit Hilfe von Logarithmusfunktionen definiert sind. Sie werden nach der Herkunft des Arguments des Logarithmus unterteilt in
- logarithmierte Verhältnisse zweier Größen der gleichen Art

Diese sind vorzugsweise in der Elektrotechnik und Akustik in Gebrauch als Größen, die mit der Hilfsmaßeinheit Bel bzw. Dezibel gekennzeichnet werden, seltener dem Neper.
- logarithmische Größen, deren Argument von vornherein als eine Zahl gegeben ist

Diese sind vorzugsweise in der Informationstheorie in Gebrauch als Größen, die mit den Hilfsmaßeinheiten Shannon, Hartley und nat gekennzeichnet werden.
- andere logarithmische Größen.

## Logarithmierte Verhältnisse
Diese logarithmischen Größen werden vorzugsweise in der Elektrotechnik und Akustik verwendet. Dort werden sie aus dem Verhältnis von zwei Leistungsgrößen oder zwei Leistungswurzelgrößen (früher Feldgrößen genannt) gebildet. Je nach der Bezugsgröße in diesem Verhältnis, ob es sich um eine feste oder variable Größe handelt, wird zwischen den logarithmischen Größen Pegel und Maß unterschieden.
- Beispielsweise beim Schalldruckpegel wird der Schalldruck im Bezug auf einen als Hörschwelle festgelegten Schalldruck logarithmiert.
- Beispielsweise beim Verstärkungsmaß wird das Verhältnis einer Ausgangsgröße zur gerade anliegenden Eingangsgröße logarithmiert.

Zur Kennzeichnung der Pegel und Maße, aber auch nur dafür, wird bei Verwendung des dekadischen Logarithmus die Hilfsmaßeinheit Bel oder ihr zehnter Teil, das Dezibel (Einheitenzeichen dB), angegeben, bei Verwendung des natürlichen Logarithmus das Neper (Einheitenzeichen Np).

### Pegel

#### Definition
Ein Pegel (Signalpegel) ist eine logarithmische Größe, die durch das logarithmierte Verhältnis einer Leistungsgröße oder einer Leistungswurzelgröße zu einem festgelegten Bezugswert definiert ist, der dieselbe Dimension wie die bezogene Größe hat. Zur näheren Bezeichnung des Pegels wird die bezogene Größe herangezogen. Als Formelzeichen ist {\displaystyle L} (für level) üblich.
Beispiel:
{\displaystyle L=\lg {\frac {P}{P_{0}}}\;\mathrm {B} }
ist der Pegel der Leistung bzw. der Leistungspegel bezogen auf den Bezugswert {\displaystyle P_{0}}. Wegen der handlicheren Zahlenwerte werden im praktischen Gebrauch Pegel statt in Bel nahezu ausnahmslos in Dezibel angegeben. Für das angeführte Beispiel ergibt sich so:
{\displaystyle L=10\cdot \lg {\frac {P}{P_{0}}}\;\mathrm {dB} }.
Wird von zwei Pegeln mit demselben Bezugswert die Differenz gebildet, so hängt diese nicht vom Bezugswert ab (siehe Rechenregeln für Logarithmen). Für das Beispiel der Differenz von zwei Leistungspegeln ergibt sich:
{\displaystyle \Delta L=L_{2}-L_{1}=10\cdot \lg {\frac {P_{2}}{P_{0}}}\;\mathrm {dB} -10\cdot \lg {\frac {P_{1}}{P_{0}}}\;\mathrm {dB} =10\cdot \lg \left({\frac {P_{2}}{P_{0}}}\cdot {\frac {P_{0}}{P_{1}}}\right)\;\mathrm {dB} }
{\displaystyle \Delta L=10\cdot \lg {\frac {P_{2}}{P_{1}}}\;\mathrm {dB} }.
Obwohl ebenfalls in Dezibel angegeben, ist die Größe {\displaystyle \Delta L} kein Pegel, sondern ein Maß, da die Größe im Nenner des logarithmierten Verhältnisses kein fester Bezugswert ist. Gelegentlich wird für {\displaystyle \Delta L} auch noch die veraltete und irreführende Bezeichnung „relativer Pegel“ verwendet.

#### Pegel von Feldgrößen und von Leistungsgrößen
Leistungswurzelgrößen bzw. Feldgrößen wie die elektrische Spannung oder der Schalldruck dienen der Beschreibung von physikalischen Feldern. Das Quadrat des Effektivwertes einer solchen Feldgröße ist in einem linearen System proportional zu dessen energetischem Zustand, der über eine Leistungsgröße erfasst wird. In diesem Kontext werden auch Größen, die mit Energie zusammenhängen, als Leistungsgrößen bezeichnet. Ohne die genauen Gesetzmäßigkeiten kennen zu müssen, folgt daraus, dass das Verhältnis zweier Leistungsgrößen gleich dem Verhältnis der Quadrate der zugehörigen Effektivwerte der Feldgrößen ist. Für die direkte Berechnung von Pegeln aus Verhältnissen von Effektivwerten von Feldgrößen ergibt sich so ein zusätzlicher Faktor 2, zum Beispiel bei der Berechnung des Spannungspegels {\displaystyle L_{U}} aus dem Effektivwert der elektrischen Spannung {\displaystyle U}:
{\displaystyle L_{U}=10\cdot \lg {\frac {U_{1}^{2}}{U_{0}^{2}}}\;\mathrm {dB} =20\cdot \lg {\frac {U_{1}}{U_{0}}}\;\mathrm {dB} }.
Für einen Spannungspegel von 10 Dezibel muss daher die Spannung {\displaystyle U_{1}} das {\displaystyle {\sqrt {10}}}-fache (ca. das 3,16-fache) des Bezugswertes {\displaystyle U_{0}} sein.

#### Vorteile der Verwendung von Pegeln
In der Physik bewegen sich Signalamplituden häufig über mehrere Größenordnungen: Beispielsweise Megavolt zu Nanovolt als Verhältnis von Feldgrößen und Megawatt zu Pikowatt als Verhältnis von Leistungsgrößen. Durch den Logarithmus sind diese Größen für den praktischen Gebrauch in gut lesbaren, meistens zwei- bis dreistelligen Zahlen darstellbar.
Kennlinien von Verstärkern, Filtern oder anderen elektronischen Elementen und Spektren in der Akustik lassen sich bei Verwendung von Pegeln einfacher und übersichtlicher darstellen, da das Diagramm wegen der logarithmischen Darstellung eine hohe Dynamik erfasst.

#### Rechnen mit Pegeln
Da für Pegelrechnungen die Rechenregeln für Logarithmen gelten, gehen z. B. Multiplikationen der physikalischen Größen in Additionen der Pegel über. Der Ausgangspegel hintereinandergeschalteter Verstärker- oder Dämpfungselemente (z. B. Kabel oder Steckverbindungen) kann durch einfache Addition des Eingangspegels mit den einzelnen logarithmischen Verstärkungs- bzw. Dämpfungswerten erhalten werden.
Für Leistungsgrößen wie Energie, Intensität und Leistung gilt: Da lg 10 = 1 und lg 2 ≈ 0,3 ist, kann man sich als Faustregel merken:
+10 dB bedeutet Verzehnfachung, +3 dB bedeutet Verdopplung, −10 dB Bildung eines Zehntels, −3 dB Halbierung.
Andere Werte kann man hieraus abschätzen, z. B. +16 dB = (+10+3+3) dB, also: Ursprungswert·10·2·2; +16 dB steht somit für das 40-fache.
Oder +17 dB = (+10+10−3) dB steht für den Faktor 10·10 : 2 = 50.
Für Feldgrößen wie beispielsweise lineare Schallfeldgrößen, elektrische Spannung und Stromstärke, gilt die Faustregel:
+20 dB führt auf das Zehnfache, +6 dB führt auf das Doppelte, −20 dB den zehnten Teil, −6 dB die Hälfte.
Andere Werte kann man hieraus abschätzen; z. B. ergibt sich für eine Dämpfung −26 dB bezogen auf 1 Volt: −20 dB entspricht einem Zehntel; daraus ergibt sich: 0,1 Volt = 100 mV; weitere −6 dB (entsprechend einer Halbierung) bezogen auf diese 100 mV ergeben somit 50 mV.

#### Anwendung
Pegelangaben sind speziell in der Akustik weit verbreitet. Anwendungen finden sich aber auch in der Hochfrequenztechnik als Teil der Nachrichtentechnik, der Tontechnik (siehe Audiopegel) und der Automatisierungstechnik. Zur speziellen Anwendung bei Spannungen in der Elektrotechnik siehe Spannungspegel.
Bei Pegelangaben hörbarer Schalle werden überwiegend Filter zur Frequenzbewertung benutzt. Diese Filter sollen ein Messergebnis herbeiführen, das mit dem tatsächlichen Lautstärkeeindruck besser zusammenpasst als die unbewertete Angabe. Nach allen Standards der ISO ist eine Frequenzbewertung durch einen Index an der Pegelgröße anzugeben. Abweichend davon werden häufig die folgenden Schreibweisen benutzt, um die Verwendung der unterschiedlichen Bewertungsfilter anzuzeigen.
- dBA, dB(A), „dBA“
- dBB, dB(B), „dBB“
- dBC, dB(C), „dBC“

### Maße
Als Maß wird ein logarithmiertes Verhältnis von zwei Leistungsgrößen oder Leistungswurzelgrößen gebildet, das zur Beschreibung der Eigenschaften eines als Zweitor betrachteten Systems, beispielsweise eines Verstärkers, dient. In der Regel wird das Wort „-maß“ als Endung eines zusammengesetzten Wortes verwendet, das die Größe näher beschreibt.
Beispiele für solche logarithmischen Maße sind:
- für Leistungsgrößen: Schalldämmmaß {\displaystyle R}

{\displaystyle R=10\lg {\frac {I_{0}}{I}}\;\mathrm {dB} }
(durchgelassene Schallintensität {\displaystyle I}, einfallende Schallintensität {\displaystyle I_{0}}),
- für Leistungswurzelgrößen: Spannungs-Dämpfungsmaß {\displaystyle a}

{\displaystyle a=20\;\lg \left|{\frac {U_{1}}{U_{2}}}\right|\;\mathrm {dB} =\ln \left|{\frac {U_{1}}{U_{2}}}\right|\;\mathrm {Np} }
(Eingangsspannung {\displaystyle U_{1}}, Ausgangsspannung {\displaystyle U_{2}}).
Die Vorteile und Rechenregeln bei Pegeln gelten auch für Maße.

## Logarithmische Größen, deren Argument von vornherein als eine Zahl gegeben ist
Diese logarithmischen Größen  werden vorzugsweise in der Informationstheorie verwendet. Zu deren Kennzeichnung, aber auch nur dafür, werden je nach Basis des Logarithmus die Hilfsmaßeinheiten Shannon, Hartley und nat verwendet.
Eine der logarithmischen Größen der Informationstheorie ist der Informationsgehalt. Ist {\displaystyle p(x)} die Wahrscheinlichkeit des Ereignisses {\displaystyle x}, so ist der Informationsgehalt
{\displaystyle I(x)=\operatorname {lb} {\frac {1}{p(x)}}\mathrm {Sh} =\lg {\frac {1}{p(x)}}\mathrm {Hart} =\ln {\frac {1}{p(x)}}\mathrm {nat} }
Eine weitere logarithmische Größe ist die Speicherkapazität. Ist {\displaystyle n} die Anzahl möglicher Zustände des gegebenen Speichers, so ist die binäre Speicherkapazität
{\displaystyle M_{\mathrm {e} }=\operatorname {lb} n{\text{ bit}}}

## Andere logarithmische Größen
Außerhalb der beiden vorstehenden Gruppen sind weitere logarithmische Größen definiert, z. B.
- Extinktion
- pH-Wert

Diese Größen sind Größen der Dimension Zahl, für die keine Einheiten festgelegt sind.
- Frequenzmaßintervall oder logarithmischer Frequenzbereich {\displaystyle G=\operatorname {lb} {\tfrac {f_{2}}{f_{1}}}{\text{ oct}}=\lg {\tfrac {f_{2}}{f_{1}}}{\text{ dec  }}} [1][5]

zwischen den Frequenzen {\displaystyle f_{1}} und {\displaystyle f_{2}\geq f_{1}} mit den Einheiten
- Oktave   ({\displaystyle G=1{\text{ oct}}=\operatorname {lb} 2{\text{ oct}}}, wenn {\displaystyle {\tfrac {f_{2}}{f_{1}}}=2})
- Dekade ({\displaystyle G=1{\text{ dec}}=\lg 10{\text{ dec}}}, wenn {\displaystyle {\tfrac {f_{2}}{f_{1}}}=10}).

Gemäß gängiger Praxis in der Akustik wird {\displaystyle 1{\text{ oct}}=1} gesetzt. Dann ist {\displaystyle 1{\text{ dec}}=\operatorname {lb} 10{\text{ oct}}=3{,}322}.